# Лагунихинский
Лагунихинский — поселок в Давыдовском муниципальном образовании Пугачёвского района Саратовской области.

## География
Находится на расстоянии примерно 32 километра по прямой на юго-восток от районного центра города Пугачёв. 

## История
Поселок основан в 1930 году.

## Население
Население составляло 56 человек по переписи 2002 года (русские 70%) ,  27 по переписи 2010 года.